# Erin Davie
Erin Davie (Nashville, 18 giugno 1977) è un'attrice e cantante statunitense, nota soprattutto come interprete di musical.

## Biografia
Dopo aver studiato al conservatorio di Boston, Erin Davie ha debuttato a Broadway nel 2006 con il musical Grey Gardens, per cui ha vinto il Theatre World Award. Nel 2009 è tornata a Broadway per interpretare Charlotte in A Little Night Music con Catherine Zeta-Jones, Angela Lansbury, Bernadette Peters e Elaine Stritch. Per la sua performance nel 2015 in Side Show è stata candidata al Drama Desk Award. Nel 2017 torna a Broadway in un revival di Sunday in the Park with George con Jake Gyllenhaal, mentre nel 2020 è di nuovo a Broadway per interpretare Camilla Parker Bowles nel musical Diana.

## Filmografia parziale

### Cinema
- King Jack, regia di Felix Thompson (2015)
- Diana, regia di Christopher Ashley (2021)

### Televisione
- The Good Wife - serie TV, 1 episodio (2011)
- Law & Order - Unità vittime speciali - serie TV, 2 episodi (2011-2017)
- Orange Is the New Black - serie TV, 1 episodio (2014)
- Tales of the City - serie TV, 1 episodio (2019)
- Hunters - serie TV, 1 episodio (2020)